# Conseil régional de Basse-Normandie
Cet article concerne le conseil régional de l'ancienne région Basse-Normandie supprimé à compter du 1er janvier 2016. Pour l'assemblée qui lui succède, voir Conseil régional de Normandie.
Conseil régional de Normandie
Abbaye aux Dames
Le conseil régional de Basse-Normandie est l'assemblée délibérante de la région française de Basse-Normandie jusqu'au 31 décembre 2015, à la suite de l'incorporation de la région avec la Haute-Normandie afin de former la nouvelle région de Normandie,,.
Il comprend 47 membres et siège jusqu’à sa disparition dans les bâtiments conventuels de l'abbaye aux Dames, à Caen.
Son dernier président est Laurent Beauvais (PS), élu le 3 avril 2008.

## Historique
La circonscription d'action régionale de Basse-Normandie est créée en 1961. Hébergée à la préfecture du Calvados, elle prend place dans la « Maison de la région », à sa transformation en Établissement public régional en 1974, mais doit réunir ses membres désignés dans l'abbaye aux Hommes. Après l'élection au suffrage universel de René Garrec, le conseil régional, devenu collectivité territoriale par les lois de 1982, emménage dans l'ancienne abbaye aux Dames. En 2016 le conseil régional de Basse-Normandie fusionne avec celui de Haute-Normandie pour former le conseil régional de Normandie qui a aujourd'hui son siège à Caen tout en préservant une antenne à Rouen.

### Identité visuelle

Logo du conseil régional de Basse-Normandie de [Quand ?] à 2013.
Logo du conseil régional de Basse-Normandie depuis 2013.

## Résultat de l'élection de 2010
| Tête de liste  | Tête de liste          | Liste                   | Premier tour | Premier tour | Second tour | Second tour | Sièges | Sièges |
| Tête de liste  | Tête de liste          | Liste                   | #            | %            | #           | %           | #      | %      |
| -------------- | ---------------------- | ----------------------- | ------------ | ------------ | ----------- | ----------- | ------ | ------ |
|                | Laurent Beauvais       | PS - PCF - PRG - MRC    | 156 959      | 32,56        | 296 192     | 57,15       | 32     | 68,09  |
|                | François Dufour        | EÉ                      | 57 879       | 12,01        | 296 192     | 57,15       | 32     | 68,09  |
|                | Jean-François Le Grand | Majorité présidentielle | 133 451      | 27,68        | 222 053     | 42,85       | 15     | 31,91  |
|                | Rodolphe Thomas        | MoDem                   | 42 924       | 8,90         |             |             |        |        |
|                | Valérie Dupont         | FN                      | 41 938       | 8,70         |             |             |        |        |
|                | Christine Coulon       | NPA - PG                | 24 044       | 4,99         |             |             |        |        |
|                | Fernand Le Rachinel    | PDF                     | 17 888       | 3,71         |             |             |        |        |
|                | Pierre Casevitz        | LO                      | 6 985        | 1,45         |             |             |        |        |
|                |                        |                         |              |              |             |             |        |        |
| Inscrits       | Inscrits               | Inscrits                | 1 066 971    | 100,00       | 1 066 736   | 100,00      |        |        |
| Abstention     | Abstention             | Abstention              | 564 800      | 52,93        | 518 735     | 48,63       |        |        |
| Votants        | Votants                | Votants                 | 502 171      | 47,07        | 548 001     | 51,37       |        |        |
| Blancs et nuls | Blancs et nuls         | Blancs et nuls          | 20 103       | 4,00         | 29 756      | 5,43        |        |        |
| Exprimés       | Exprimés               | Exprimés                | 482 068      | 96,00        | 518 245     | 94,57       |        |        |

## Résultat de l'élection de mars 2004

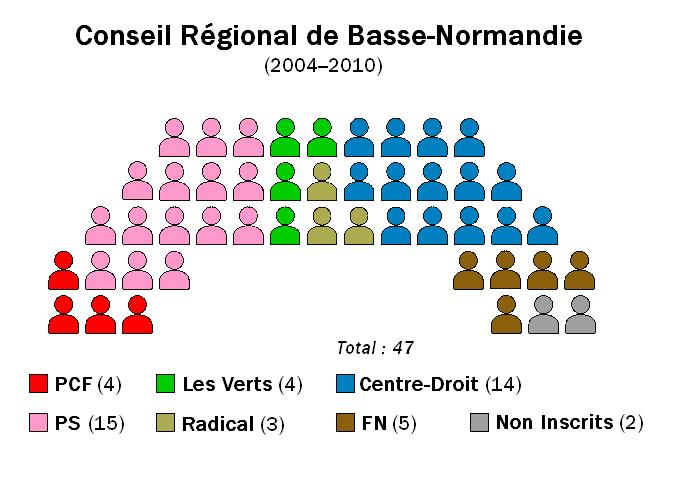
Répartition des sièges du Conseil régional de Basse-Normandie

### Premier tour
|            | Nombre    | % inscrits |
| ---------- | --------- | ---------- |
| Inscrits   | 1 030 768 | 100,00 %   |
| Abstention | 396 601   | 38,48 %    |
| Votants    | 634 167   | 61,52 %    |

|                | Nombre  | % votants |
| -------------- | ------- | --------- |
| Blancs et nuls | 35 621  | 5,62 %    |
| Exprimés       | 598 546 | 94,38 %   |

| Liste                       | Tête de liste       | Voix    | % exprimés |
| --------------------------- | ------------------- | ------- | ---------- |
| LCR - LO                    | Christine Coulon    | 28 888  | 4,83 %     |
| ANPAG - Alternatifs - CIT   | Étienne Adam        | 16 268  | 2,72 %     |
| PS - PCF - MRC              | Philippe Duron      | 143 095 | 23,91 %    |
| PRG - Les Verts             | Alain Tourret       | 50 105  | 8,37 %     |
| DVG                         | Jérémy Folly        | 17 586  | 2,94 %     |
| CPNT                        | Didier Vergy        | 31 376  | 5,24 %     |
| UDF                         | Philippe Augier     | 55 436  | 9,26 %     |
| UMP - UDF diss. - MPF - FRS | René Garrec         | 172 050 | 28,74 %    |
| FN                          | Fernand Le Rachinel | 83 742  | 13,99 %    |

### Deuxième tour
|            | Nombre    | % inscrits |
| ---------- | --------- | ---------- |
| Inscrits   | 1 030 843 | 100,00     |
| Abstention | 360 473   | 34,97      |
| Votants    | 670 370   | 65,03      |

|                | Nombre  | % votants |
| -------------- | ------- | --------- |
| Blancs et nuls | 27 121  | 4,05      |
| Exprimés       | 643 249 | 95,95     |

| Liste                    | Tête de liste       | Voix    | % exprimés | Élus |
| ------------------------ | ------------------- | ------- | ---------- | ---- |
| PS-PCF-MRC-PRG-Les Verts | Philippe Duron      | 297 279 | 46,22      | 28   |
| UMP                      | René Garrec         | 257 352 | 40,01      | 14   |
| FN                       | Fernand Le Rachinel | 88 618  | 13,78      | 5    |

À la suite de la victoire de la liste socialiste en 2004, Philippe Duron prend la tête de la région, Bernard Cazeneuve en est le 1er vice-président. À la suite des démissions pour cumul de mandats de Cazeneuve en 2007, élu député, puis de Duron en 2008, élu maire de Caen, Laurent Beauvais est élu à la présidence de la région le 3 avril 2008, devenant le premier Ornais à diriger l'instance régionale.

## Présidents du conseil régional
| Période      | Période          | Identité            | Étiquette    | Qualité |
| ------------ | ---------------- | ------------------- | ------------ | ------- |
| 1974         | 1974             | Michel d'Ornano     | RI           |         |
| 1974         | 1978             | Léon Jozeau-Marigné | RI           |         |
| 1978         | 1982             | Paul German         | DVD          |         |
| 1982         | 1983             | Léon Jozeau-Marigné | UDF          |         |
| 1983         | 1986             | Michel d'Ornano     | UDF          |         |
| 21 mars 1986 | 2 avril 2004     | René Garrec         | UDF puis UMP |         |
| 2 avril 2004 | 3 avril 2008     | Philippe Duron      | PS           |         |
| 3 avril 2008 | 31 décembre 2015 | Laurent Beauvais    | PS           |         |

## Partenariats
Le conseil régional est force de proposition et de partenariats pour de nombreux projets. C'est notamment le cas pour la MIRIADE et son concours de l'innovation, qui récompense chaque année des projets innovants, qui permettent au territoire bas-normand de mettre en lumière ses talents, son économie et son esprit novateur.